# Капралик, Адриан
Адриан Капралик (словац. Adrián Kaprálik; род. 10 июня 2002, Трстена, Жилинский край) — словацкий футболист, нападающий клуба «Жилина» и сборной Словакии.

## Клубная карьера
Капралик — воспитанник клубов «Ораван» и «Жилина». 14 июня 2020 года в матче против трнавского «Спартака» он дебютировал в чемпионата Словакии. 15 августа в поединке против «Тренчина» Адриан забил свой первый гол за «Жилину». Летом 2023 года Капралик на правах аренды перешёл в «Гурник» из Забже. 18 августа в матче против лодзевского «Видзева» он дебютировал в польской Экстраклассе. В этом же поединке Адриан забил свой первый гол за «Гурник». По окончании аренды игрок вернулся в «Жилину». 

## Международная карьера
20 ноября 2022 года в товарищеском матче против сборной Чили Капралик дебютировал за сборную Словакии. 